# NGC 1594
NGC 1594 (również IC 2075 lub PGC 15348) – galaktyka spiralna z poprzeczką (SBbc), znajdująca się w gwiazdozbiorze Erydanu. Odkrył ją Lewis A. Swift 22 października 1886 roku.